# Leskovac (Lazarevac)
Leskovac es un pueblo ubicado en la municipalidad de Lazarevac, en el distrito de Belgrado, Serbia.

## Superficie
Posee una superficie de 10,78 kilómetros cuadrados.

## Demografía
Hasta 2011 la población era de 779 habitantes, con una densidad de población de 72,25 habitantes por kilómetro cuadrado.